# 尾崎弘之
尾崎 弘之（おざき ひろゆき、1960年4月17日 - ）は、日本の経済学者。神戸大学教授。福岡県福岡市出身。東京大学法学部卒業、ニューヨーク大学MBA（ニューヨーク経営大学院）、早稲田大学大学院博士後期課程修了。博士（学術）。

## 略歴
東京大学法学部卒業後、野村證券株式会社に勤務。その後、モルガン・スタンレー証券ヴァイスプレジデントやゴールドマン・サックス投信執行役員などを経て、ベンチャー企業の取締役などを務めた。その後2005年、東京工科大学教授に就任、2015年、神戸大学教授に就任。
- 早稲田大学ビジネススクール客員教授
- 南洋理工大学（シンガポール）教授
- 埼玉大学大学院理工学研究科非常勤講師
- 九州工業大学大学院生命体工学研究科非常勤講師
- 日本知財学会2010年年次大会実行委員長

## 専門分野
金融市場論、ベンチャー企業経営論、ベンチャー・キャピタル論、バイオビジネス・マネジメント、技術イノベーション論

## 著作
- 「出世力」集英社インターナショナル（2009）
- 「次世代環境ビジネス：成長を導き出す7つの戦略」日本経済新聞出版（2009)
- 「投資銀行は本当に死んだのか」日本経済新聞出版（2009）
- 「バイオベンチャー経営論」丸善（2007）
- 「ツール型バイオ・ベンチャーの経営戦略-トランスジェニック社の例を基に-」経営行動研究年報（2004）
- 「バイオ・ベンチャーの経営課題に関する考察-外部機関とのアライアンスの重要性-」アジア太平洋研究科論集（2004）
- 「補完代替医療領域におけるバイオ・ベンチャー　特に外部機関とのアライアンスの重要性について」日本補完代替医療学会誌（2004）
- 「MOTアドバンスト−技術ベンチャー」日本能率協会マネジメントセンター、共著（2004）
- 「米国バイオ・ベンチャーにおける『成功』の研究」日本ベンチャー学会誌（2003）
- 「国際分散投資のすすめ」竹村出版（1999）
- 「投資信託革命」日本経済新聞社、共著（1998）